# Orlane (Podujevo)
Pour les articles homonymes, voir Orlane (homonymie).
Orllan en albanais et Orlane en serbe latin (en serbe cyrillique : Орлане) est une localité du Kosovo située dans la commune/municipalité de Podujevë/Podujevo, district de Pristina (Kosovo) ou district de Kosovo (Serbie). Selon le recensement kosovar de 2011, elle compte 844 habitants.

## Histoire
Les ruines de l'église Saint-Constantin-et-Sainte-Hélène, qui remontent au XIVe siècle, sont mentionnées par l'Académie serbe des sciences et des arts et sont inscrites sur la liste des monuments culturels du Kosovo.

## Démographie

### Évolution historique de la population dans la localité
| 1948 | 1953  | 1961  | 1971  | 1981  | 1991  | 2011 |
| ---- | ----- | ----- | ----- | ----- | ----- | ---- |
| 920  | 1 023 | 1 268 | 1 149 | 1 217 | 1 201 | 844  |

|  |

### Répartition de la population par nationalités (2011)
En 2011, les Albanais représentaient 95,14 % de la population.